# Циципас, Петрос
Петрос Циципа́с (греч. Πέτρος Τσιτσιπάς; род. 27 июля 2000, Афины) — греческий теннисист. Победитель одного турнира ATP и четырёх турниров ATP Challenger в парном разряде; участник Олимпийских игр 2024 года.
Петрос Циципас с 2017 года представляет Грецию на Кубке Дэвиса, где его рекорд W/L составляет 11—13.

## Биография
Родился 27 июля 2000 года в Афинах, в Греции.
Отец Петроса Циципаса — грек Апостолос Циципас. По материнской линии Петрос имеет русские корни: мать — советская и затем греческая теннисистка Юлия Сальникова, дед — советский футболист и тренер Сергей Сальников. Сестра Елизавет и братья Стефанос и Павлос также играют в теннис.

## Спортивная карьера
В 2020—2024 годах стал победителем трёх турниров серии «челленджер» и девяти турниров серии «фьючерс» в парном разряде.
В середине октября 2023 года вместе с братом Стефаносом Циципасом стал победителем парного турнира категории ATP 250 чемпионата Европейского сообщества в Антверпене (Бельгия), в финале победив пару Адам Павласек и Ариэль Беар со счётом 6-7(5), 6-4, [10:8].

### 2024—2025
В начале июня 2024 года вместе с братом Стефаносом Циципасом дошёл до четвертьфинала парного разряда турнира Большого шлема Открытого чемпионата Франции, где они в четвертьфинале проиграли Марсело Аревало и Мате Павичу со счётом 5-7, 4-6, — которые в итоге стали чемпионами Roland Garros 2024 года в парном разряде.
В июле 2024 года он квалифицировался на Олимпийские игры в Париже для участия в парном турнире вместе с братом Стефаносом Циципасом, где они в первом круге проиграли португальцам Нуну Боржешу и Франсишку Кабралу со счётом 6-3, 3-6, [10:12].
На Олимпиаде он также участвовал в одиночном разряде как альтернативный игрок (заменил кого-то из поздно снявшихся с турнира игроков), где в первом круге проиграл голландцу Таллону Грикспору со счётом 2-6, 3-6.
В середине января 2025 года участвовал в парном разряде турнира Большого шлема Открытого чемпионата Австралии вместе с боснийцем Дамиром Джумхуром (который заменил его брата Стефаноса Циципаса — в последний момент снявшегося с парного турнира), где они во втором круге проиграли Марсело Аревало и Мате Павичу со счётом 2-6, 2-6.
В марте 2025 года, в Херсонисосе (Греция) стал победителем турнира ATP Challenger в парном разряде на Crete Challenger вместе с соотечественником Стефаносом Сакелларидисом, в финале победив пару Илья Симакин и Келси Стивенсон со счётом 6-2, 6-2.

## Рейтинг на конец года
| Год  | Одиночный рейтинг | Парный рейтинг |
| ---- | ----------------- | -------------- |
| 2024 | —                 | 105            |
| 2023 | —                 | 97             |
| 2022 | 1249              | 148            |
| 2021 | 756               | 215            |
| 2020 | 996               | 852            |
| 2019 | 1572              | 1068           |
| 2018 | 2021              | 1096           |
| 2017 | 1793              | —              |
| 2016 | —                 | 1362           |